# World Grand Prix (šipky)
BoyleSports World Grand Prix je šipkařský turnaj organizovaný společností PDC, který se každoročně koná v říjnu v Anglii. Turnaj nahradil dřívější World Pairs, který se konal v letech 1995 až 1997. V letech 1998 a 1999 probíhal v Casino Rooms v Rochesteru v Kentu, následující rok se přestěhoval do hotelu Crosbie Cedars v Rosslare v hrabství Wexford. V roce 2001 se turnaj přesunul do Citywest v Dublinu, kde se hrálo až do roku 2019. V roce 2020 se turnaj kvůli pandemii covidu-19 konal v aréně Ricoh v Coventry, od roku 2021 se hraje v Leicesteru.
Turnaj byl v letech 2001–2003 podporován sázkovou kanceláří Paddy Power, od roku 2004 převzal nad turnajem záštitu Sky Bet. Společnost v roce 2008 nahradil Sky Poker. V roce 2010 se na jeden ročník stala hlavním sponzorem společnost Bodog, kterou další rok nahradila společnost PartyPoker.com. V roce 2016 převzal pozici sponzora Unibet, od roku 2019 akci sponzoruje společnost BoyleSports.
Nejlepším hráčem turnaje se stal s jedenácti tituly Phil Taylor, zároveň byl ale hned pětkrát vyřazen již v prvním kole.
Aktuálním šampionem je Mike De Decker, který ve finále 13. října 2024 porazil obhájce titulu Lukea Humphriese 6–4 a získal tak svůj první titul na major turnaji.

## Formát turnaje
Jedná se o jediný televizní turnaj, ve kterém musí hráč leg nejen zakončit dvojnásobkem, ale také ho tímto způsobem zahájit (využít může i střed terče).
Formát turnaje se v průběhu let vyvíjel. V roce 1998 se hrálo na sety, přičemž k jeho získání musel hráč získat dva ze tří legů. Následující rok byl počet legů v setu zvýšen na pět, zároveň byly zavedeny skupiny, do každé byl nasazen jeden z semifinalistů minulého ročníku. Tento formát vydržel pouze jednu sezónu, od roku 2000 byly skupiny zrušeny. V následujících letech již k dalším úpravám nedocházelo.
Nutnost zahájení legu dvojnásobkem komplikuje hráčům možnost zakončení devíti šipkami, jelikož tak omezuje počet možných kombinací a nutí hráče zakončit hru přes střed (pokud jím leg nezahájí). První zavření devítkou předvedl až Brendan Dolan v semifinále v roce 2011. V roce 2014 ho napodobil James Wade (který byl shodou okolností Dolanovým soupeřem při jeho devítce). Devítku hodil také jeho soupeř Robert Thornton, poprvé v historii se tak podařilo uzavřít leg devítkou oběma hráčům v rámci jednoho společného televizního zápasu. Všichni hráči zvolili stejný způsob, tedy zahájení na dvojnásobku 20 a zakončení přes střed.

## Seznam finálových zápasů
| Rok  | Vítěz (průměr ve finále)    | Skóre | Finalista (průměr ve finále)  | Finanční odměna | Finanční odměna | Finanční odměna | Sponzor        | Místo konání                   |
| Rok  | Vítěz (průměr ve finále)    | Skóre | Finalista (průměr ve finále)  | Celkem          | Vítěz           | Finalista       | Sponzor        | Místo konání                   |
| ---- | --------------------------- | ----- | ----------------------------- | --------------- | --------------- | --------------- | -------------- | ------------------------------ |
| 1998 | Phil Taylor (94.61)         | 13–8  | Rod Harrington (86.64)        | £38 000         | £9 000          | £5 000          | PDC            | Casino Rooms, Rochester, Kent  |
| 1999 | Phil Taylor (92.59)         | 6–1   | Shayne Burgess (81.26)        | £38 000         | £9 000          | £5 000          | PDC            | Casino Rooms, Rochester, Kent  |
| 2000 | Phil Taylor (91.32)         | 6–1   | Shayne Burgess (81.48)        | £70 000         | £15 000         | £7 500          | PDC            | Crosbie Cedars Hotel, Rosslare |
| 2001 | Alan Warriner (83.52)       | 8–2   | Roland Scholten (81.84)       | £78 000         | £15 000         | £7 500          | Paddy Power    | Citywest Hotel, Dublin         |
| 2002 | Phil Taylor (100.17)        | 7–3   | John Part (88.62)             | £70 000         | £14 000         | £7 000          | Paddy Power    | Citywest Hotel, Dublin         |
| 2003 | Phil Taylor (94.80)         | 7–2   | John Part (83.25)             | £76 000         | £15 000         | £7 500          | Paddy Power    | Citywest Hotel, Dublin         |
| 2004 | Colin Lloyd (85.29)         | 7–3   | Alan Warriner (77.91)         | £100 000        | £20 000         | £10 000         | Sky Bet        | Citywest Hotel, Dublin         |
| 2005 | Phil Taylor (90.74)         | 7–1   | Colin Lloyd (82.05)           | £100 000        | £20 000         | £10 000         | Sky Bet        | Citywest Hotel, Dublin         |
| 2006 | Phil Taylor (88.24)         | 7–4   | Terry Jenkins (82.51)         | £130 000        | £25 000         | £12 500         | Sky Bet        | Citywest Hotel, Dublin         |
| 2007 | James Wade (86.03)          | 6–3   | Terry Jenkins (84.58)         | £200 000        | £50 000         | £20 000         | Sky Bet        | Citywest Hotel, Dublin         |
| 2008 | Phil Taylor (97.81)         | 6–2   | Raymond van Barneveld (90.42) | £250 000        | £50 000         | £25 000         | Sky Poker      | Citywest Hotel, Dublin         |
| 2009 | Phil Taylor (97.07)         | 6–3   | Raymond van Barneveld (86.62) | £350 000        | £100 000        | £40 000         | Sky Bet        | Citywest Hotel, Dublin         |
| 2010 | James Wade (88.92)          | 6–3   | Adrian Lewis (89.33)          | £350 000        | £100 000        | £40 000         | Bodog          | Citywest Hotel, Dublin         |
| 2011 | Phil Taylor (90.29)         | 6–3   | Brendan Dolan (84.68)         | £350 000        | £100 000        | £40 000         | PartyPoker.com | Citywest Hotel, Dublin         |
| 2012 | Michael van Gerwen (87.53)  | 6–4   | Mervyn King (81.96)           | £350 000        | £100 000        | £40 000         | PartyPoker.com | Citywest Hotel, Dublin         |
| 2013 | Phil Taylor (97.67)         | 6–0   | Dave Chisnall (81.29)         | £350 000        | £100 000        | £40 000         | PartyPoker.com | Citywest Hotel, Dublin         |
| 2014 | Michael van Gerwen (90.81)  | 5–3   | James Wade (89.26)            | £400 000        | £100 000        | £45 000         | PartyPoker.com | Citywest Hotel, Dublin         |
| 2015 | Robert Thornton (90.79)     | 5–4   | Michael van Gerwen (96.79)    | £400 000        | £100 000        | £45 000         | PartyPoker.com | Citywest Hotel, Dublin         |
| 2016 | Michael van Gerwen (100.29) | 5–2   | Gary Anderson (92.73)         | £400 000        | £100 000        | £45 000         | Unibet         | Citywest Hotel, Dublin         |
| 2017 | Daryl Gurney (88.50)        | 5–4   | Simon Whitlock (83.53)        | £400 000        | £100 000        | £45 000         | Unibet         | Citywest Hotel, Dublin         |
| 2018 | Michael van Gerwen (88.85)  | 5–2   | Peter Wright (91.61)          | £400 000        | £100 000        | £45 000         | Unibet         | Citywest Hotel, Dublin         |
| 2019 | Michael van Gerwen (94.74)  | 5–2   | Dave Chisnall (93.32)         | £450 000        | £110 000        | £50 000         | BoyleSports    | Citywest Hotel, Dublin         |
| 2020 | Gerwyn Price (88.19)        | 5–2   | Dirk van Duijvenbode (87.07)  | £450 000        | £110 000        | £50 000         | BoyleSports    | Ricoh Arena, Coventry          |
| 2021 | Jonny Clayton (94.44)       | 5–1   | Gerwyn Price (92.47)          | £450 000        | £110 000        | £50 000         | BoyleSports    | Morningside Arena, Leicester   |
| 2022 | Michael van Gerwen (91.07)  | 5–3   | Nathan Aspinall (91.88)       | £550 000        | £130 000        | £60 000         | BoyleSports    | Morningside Arena, Leicester   |
| 2023 | Luke Humphries (93.30)      | 5–2   | Gerwyn Price (91.00)          | £600 000        | £120 000        | £60 000         | BoyleSports    | Morningside Arena, Leicester   |
| 2024 | Mike De Decker (92.06)      | 6–4   | Luke Humphries (90.56)        | £600 000        | £120 000        | £60 000         | BoyleSports    | Morningside Arena, Leicester   |

## Rekordy a statistiky
Aktuální k 13. říjnu 2024

### Počet účastí ve finále
| Pořadí | Hráč                  | Země          | Vítězství | Finalista | Finále celkem | Počet účastí |
| ------ | --------------------- | ------------- | --------- | --------- | ------------- | ------------ |
| 1      | Phil Taylor           | Anglie        | 11        | 0         | 11            | 19           |
| 2      | Michael van Gerwen    | Nizozemsko    | 6         | 1         | 7             | 14           |
| 3      | James Wade            | Anglie        | 2         | 1         | 3             | 20           |
| 4      | Gerwyn Price          | Wales         | 1         | 2         | 3             | 10           |
| 5      | Colin Lloyd           | Anglie        | 1         | 1         | 2             | 14           |
| 5      | Alan Warriner         | Anglie        | 1         | 1         | 2             | 9            |
| 5      | Luke Humphries        | Anglie        | 1         | 1         | 2             | 4            |
| 8      | Daryl Gurney          | Severní Irsko | 1         | 0         | 1             | 11           |
| 8      | Robert Thornton       | Skotsko       | 1         | 0         | 1             | 8            |
| 8      | Jonny Clayton         | Wales         | 1         | 0         | 1             | 7            |
| 8      | Mike De Decker        | Belgie        | 1         | 0         | 1             | 2            |
| 12     | Raymond van Barneveld | Nizozemsko    | 0         | 2         | 2             | 15           |
| 12     | John Part             | Kanada        | 0         | 2         | 2             | 14           |
| 12     | Dave Chisnall         | Anglie        | 0         | 2         | 2             | 14           |
| 12     | Terry Jenkins         | Anglie        | 0         | 2         | 2             | 12           |
| 12     | Shayne Burgess        | Anglie        | 0         | 2         | 2             | 4            |
| 17     | Adrian Lewis          | Anglie        | 0         | 1         | 1             | 16           |
| 17     | Mervyn King           | Anglie        | 0         | 1         | 1             | 15           |
| 17     | Brendan Dolan         | Severní Irsko | 0         | 1         | 1             | 15           |
| 17     | Gary Anderson         | Skotsko       | 0         | 1         | 1             | 15           |
| 17     | Peter Wright          | Skotsko       | 0         | 1         | 1             | 13           |
| 17     | Simon Whitlock        | Austrálie     | 0         | 1         | 1             | 11           |
| 17     | Roland Scholten       | Nizozemsko    | 0         | 1         | 1             | 9            |
| 17     | Nathan Aspinall       | Anglie        | 0         | 1         | 1             | 6            |
| 17     | Rod Harrington        | Anglie        | 0         | 1         | 1             | 5            |
| 17     | Dirk van Duijvenbode  | Nizozemsko    | 0         | 1         | 1             | 4            |

- Aktivní hráči jsou vyznačeni tučně
- V tabulce jsou pouze hráči, kteří se účastnili finále
- V případě stejného výsledku jsou hráči řazeni abecedně

### Zakončení devíti šipkami
Na turnaji se povedlo celkem třem hráčům zakončit leg devítkou, tedy nejnižším možným množstvím šipek.
| Hráč            | Rok (+ kolo)     | Způsob                                 | Soupeř          | Výsledek |
| --------------- | ---------------- | -------------------------------------- | --------------- | -------- |
| Brendan Dolan   | 2011, semifinále | D20, 2 × T20; 3 × T20; T20, T17, střed | James Wade      | 5–2      |
| James Wade      | 2014, 2. kolo    | D20, 2 × T20; 3 × T20; T20, T17, střed | Robert Thornton | 3–2      |
| Robert Thornton | 2014, 2. kolo    | D20, 2 × T20; 3 × T20; T20, T17, střed | James Wade      | 2–3      |

### Nejvyšší průměry
Celkem 16krát se podařilo odehrát zápas na turnaji s průměrem nad 100. Phil Taylor má na kontě 9 z nich.
| Deset nejvyšších průměrů v zápasech World Grand Prix | Deset nejvyšších průměrů v zápasech World Grand Prix | Deset nejvyšších průměrů v zápasech World Grand Prix | Deset nejvyšších průměrů v zápasech World Grand Prix | Deset nejvyšších průměrů v zápasech World Grand Prix |
| Průměr                                               | Hráč                                                 | Rok (+ kolo)                                         | Soupeř                                               | Výsledek                                             |
| ---------------------------------------------------- | ---------------------------------------------------- | ---------------------------------------------------- | ---------------------------------------------------- | ---------------------------------------------------- |
| 106,45                                               | Alan Warriner                                        | 2001, 1. kolo                                        | Andy Jenkins                                         | 2–0                                                  |
| 104,86                                               | Gary Anderson                                        | 2013, 1. kolo                                        | Jelle Klaasen                                        | 2–0                                                  |
| 104,47                                               | Michael van Gerwen                                   | 2013, 1. kolo                                        | John Part                                            | 2–0                                                  |
| 103,09                                               | Michael van Gerwen                                   | 2016, čtvrtfinále                                    | Simon Whitlock                                       | 3–1                                                  |
| 103,02                                               | Phil Taylor                                          | 2011, semifinále                                     | Richie Burnett                                       | 5–2                                                  |
| 102,85                                               | Dave Chisnall                                        | 2020, 1. kolo                                        | Glen Durrant                                         | 2–0                                                  |
| 102,48                                               | Phil Taylor                                          | 2010, 1. kolo                                        | Brendan Dolan                                        | 2–0                                                  |
| 102,26                                               | Phil Taylor                                          | 2011, 1. kolo                                        | Peter Wright                                         | 2–1                                                  |
| 101,79                                               | Ross Smith                                           | 2024, 1. kolo                                        | Gian van Veen                                        | 2–0                                                  |
| 101,75                                               | Phil Taylor                                          | 2010, 2. kolo                                        | Andy Smith                                           | 3–0                                                  |

| Hráči s průměrem nad 100 | Hráči s průměrem nad 100 | Hráči s průměrem nad 100 | Hráči s průměrem nad 100 |
| Hráč                     | Celkem                   | Nejvyšší průměr          | Rok (+ kolo)             |
| ------------------------ | ------------------------ | ------------------------ | ------------------------ |
| Phil Taylor              | 9                        | 103,02                   | 2011, semifinále         |
| Michael van Gerwen       | 4                        | 104,47                   | 2013, 1. kolo            |
| Dave Chisnall            | 2                        | 102,85                   | 2020, 1. kolo            |
| Simon Whitlock           | 2                        | 101,12                   | 2020, 1. kolo            |
| Alan Warriner            | 1                        | 106,45                   | 2001, 1. kolo            |
| Gary Anderson            | 1                        | 104,86                   | 2013, 1. kolo            |
| Ross Smith               | 1                        | 101,79                   | 2024, 1. kolo            |
| Gerwyn Price             | 1                        | 100,82                   | 2021, 1. kolo            |
| Luke Humphries           | 1                        | 100,30                   | 2024, semifinále         |

| 99,46 | Michael van Gerwen | 2016 |
| 99,23 | Phil Taylor        | 2010 |
| 98,62 | Phil Taylor        | 2009 |
| 98,50 | Phil Taylor        | 2008 |
| 98,22 | Phil Taylor        | 2012 |

## World Team Championship
World Team Championship předcházelo turnaji World Grand Prix, odehrálo se celkem třikrát v letech 1995 až 1997.
| Rok  | Vítězové                              | Skóre | Finalisté                     | Místo konání                             |
| ---- | ------------------------------------- | ----- | ----------------------------- | ---------------------------------------- |
| 1995 | Eric Bristow Dennis Priestley         | 14–9  | Keith Deller Jamie Harvey     | Butlin's Wonder West World, Ayr          |
| 1996 | Bob Anderson Phil Taylor              | 18–15 | Chris Mason Steve Raw         | Willows Variety Centre, Salford          |
| 1997 | Raymond van Barneveld Roland Scholten | 18–15 | Richie Burnett Rod Harrington | Butlin's South Coast World, Bognor Regis |

## Vysílání
World Grand Prix od samotného počátku vysílá společnost Sky Sports.